# Bredehorn
Bredehorn ist ein Ortsteil der Gemeinde Bockhorn im Landkreis Friesland in Niedersachsen. Der seit 1059 urkundlich nachweisbare Ort hat rund 300 Einwohner und liegt auf einem Heidegebiet zwischen Friesland und dem Ammerland.

## Namensherkunft
Der Ortsname entwickelte sich aus Vredehorna und bedeutet so viel wie „Winkel des Friedens“.

## Geschichte
Im südlichen Teil des Dorfes finden wir den Klosterhof, der 1319 von den Johannitern gegründet worden ist (Kommende Bredehorn). Das Kloster hatte unter anderem die folgenden Vorwerke: Grabhorn, Jührden und Lindern. Das Kloster Hahn mit Kapelle gehörte nur kurze Zeit zu der Kommende in Bredehorn. Zum Kloster in Bredehorn gehörten auch noch Landgüter und Wehranlagen. Zum Beispiel die Motte beim Klosterhof Lindern oder das „Haus Osterberg“, das 1760 von Johann Rudolf von Oetken, Besitzer des Gutes Loy, auf einem Grundstück des alten Gutes Bredehorn aufführen ließ. Bredehorn und Jührden hatten dem Grafen von Oldenburg seit 1428 jährlich eine fette Kuh und ein Malter Roggen zu liefern. In Grabhorn und Jührden befand sich eine gräfliche Falkenlegge.
Bredehorn lag damals am Grenzgebiet Rüstringens, das man heute noch im nördlichen Teil Bredehorns am Landwehr, einer Grenzbefestigung auf der Geestzunge, bestehend aus drei Wällen mit Gräbern sehen kann.
1506 übersetzte der Komtur Johannes von Haren in Bredehorn, als erster Übersetzer, die Schiphowersche Chronik aus dem Lateinischen ins Deutsche. Der Übersetzer hat dabei fleißig gekürzt, was der Graf vielleicht auch für entbehrlich hielt. Dieses war nicht die einzige Übersetzung im 16. Jahrhundert. Um 1599 übersetzte Hamelmann, ein weiterer Übersetzer, die ganze Chronik. Eine Kopie ist heute im Buchhandel erhältlich.
1533 zog Graf Anton von Oldenburg die Johanniterhöfe an sich. 1535 wurden sie dann vermeiert, das heißt, sie wurden zunächst gegen bestimmte Abgabenverpflichtungen verpachtet und gingen später in Privatbesitz über. Nach dem Schmalkaldischen Krieg 1572 kam Anton mit der Zusage, dem Johanniterorden für die Häuser Bredehorn, Roddens, Inte, Strückhausen und ihrem Zubehör ganze 5200 Taler zu zahlen, einer billigen Bestätigung seiner gewaltsam okkupierten Besitzrechte an ihnen. Er hatte in mancherlei Hinsicht das Glück günstiger Zeitverhältnisse auf seiner Seite. Durch seine Politik gegenüber den kirchlichen Institutionen, ohne unmittelbares Interesse an Theologie, spiegelte er die allgemeine Entwicklung des Zeitalters wider, der den Landesherren, die weltliche Obrigkeit, in die mittlere Position zwischen Gott und den Untertanen schob.
1955 wurde in Bredehorn, an der heutigen Grenze Ammerland/Landkreis Friesland, bei Planierungsarbeiten zwischen den Klosterhöfen Bredehorn und Jührden eine mittelalterliche Burgstelle gefunden. Es handelt sich um einen 1,2 Meter hohen Hügel von 20 Metern Durchmesser, umgeben von einem kaum noch erkennbaren Graben. Beim Angraben des Hügels stieß man auf Eichenholzpfähle, welche tief in den Boden gerammt waren. Die Hügelerde enthielt Brandschutt, Scherben einheimischer Tonware und auch Rheinisches Steinzeug, außerdem alte Dachziegel vom Typ „Mönch und Nonne“. Ob diese Motte zur Kommende oder zum vorangegangenen, nur einmal 1220 erwähnten Benediktinerkloster gehört hat, kann beim gegenwärtigen Forschungsstand nicht entschieden werden. Der Burgplatz blieb nach der Zerstörung der Burg unangetastet, eine Untersuchung wäre daher wünschenswert. Man kennt in Bredehorn die Flurbezeichnung „Burg“, auch fand man dort vor Jahren Palisphähle im Moor, die auf einen früheren festen Platz schließen lassen.
1950 wurden in der Nähe von Bredehorn in einem sogenannten Siegburger Krug rund 100 Silbergroschen, sogenannte Turnosen aus der Zeit zwischen 1365 und 1370, gefunden. Diese sind 1954 in den Besitz des Landesmuseums für Kunst und Kulturgeschichte in Oldenburg übergegangen.

## Sport
Der 1921 gegründete KBV „Dor geiht he hen“ Bredehorn e.V. hat rund 150 Mitglieder und bietet die friesische Sportart Boßeln an.